# Херсон-Порт
Херсо́н-Порт — вантажна станція Дирекції з організації взаємодії портів та припортових станцій Одеської залізниці.
Розташована в Корабельному районі Херсона Херсонської області на лінії Херсон — Херсон-Порт, найближча станція — Херсон (7,5 км).
Має вихід до Херсонських морського та річкового торгових портів.